# Hortonia (Wisconsin)
Hortonia es un pueblo ubicado en el condado de Outagamie en el estado estadounidense de Wisconsin. En el Censo de 2010 tenía una población de 1097 habitantes y una densidad poblacional de 22,7 personas por km².

## Geografía
Hortonia se encuentra ubicado en las coordenadas 44°20′17″N 88°41′10″O / 44.33806, -88.68611. Según la Oficina del Censo de los Estados Unidos, Hortonia tiene una superficie total de 48.33 km², de la cual 47.26 km² corresponden a tierra firme y (2.21%) 1.07 km² es agua.

## Demografía
Según el censo de 2010, había 1097 personas residiendo en Hortonia. La densidad de población era de 22,7 hab./km². De los 1097 habitantes, Hortonia estaba compuesto por el 98.18% blancos, el 0.18% eran afroamericanos, el 0.27% eran amerindios, el 0% eran asiáticos, el 0% eran isleños del Pacífico, el 0.82% eran de otras razas y el 0.55% pertenecían a dos o más razas. Del total de la población el 1.46% eran hispanos o latinos de cualquier raza.